# Vikmanshyttans kyrka
Vikmanshyttans kyrka är en kyrkobyggnad i Vikmanshyttan. Den tillhör Hedemora, Husby och Garpenbergs församling i Västerås stift.

## Kyrkobyggnaden
Brukskyrkan uppfördes åren 1965-1966 efter ritningar av arkitekt Jaan Allpere. Invigningen ägde rum lördagen 1 oktober 1966 och förrättades av biskop Sven Silén. Kyrkan har en stomme av tegel och består av ett kubformat långhus med ett halvrunt smalare kor i öster. Ytterväggarna är täckta med slamputs som är målad i vitt. Vid kyrkans norra sida finns en vidbyggd sakristia. Kyrkorummets vägg ovanför sakristian har ett stort fönster som är indelat i rutor. Vid kyrkorummets västra sida finns ett vidbyggt församlingshem av trä.
Sydväst om kyrkan står en klockstapel som är uppförd åren 1993-1994.

## Inventarier
Korpodium, altare, predikstol och dopfunt är murade i slaggtegel. Dopfunten av slaggtegel har formen av en kvadratisk pelare. Dopskålen av gjutet glas är skapad av skulptören Tord Ohlsson och tillverkad i Gullaskrufs glasbruk. Kyrkbänkarna är tillverkade i furu och står på tegelpelare. I kyrkorummet finns takkronor formgivna av Lil Allpere. Takkronorna har armar av järn med glasskärmar i form av klot och hänger i vertikala balkar fästa i taket. 

### Orgel
Vid korets norra sida står en kororgel med fem stämmor som är tillverkad av A Magnussons Orgelbyggeri AB i Mölnlycke. Orgelskåpet är tillverkat i furu. Orgeln är mekanisk.
| Manual C-g3   | Pedal C-d1 |
| Gedackt 8'    | Bihängd    |
| Principal 4'  |            |
| Rörflöjt 4'   |            |
| Kvintadena 2' |            |
| Mixtur 3 chor |            |

## Bildgalleri

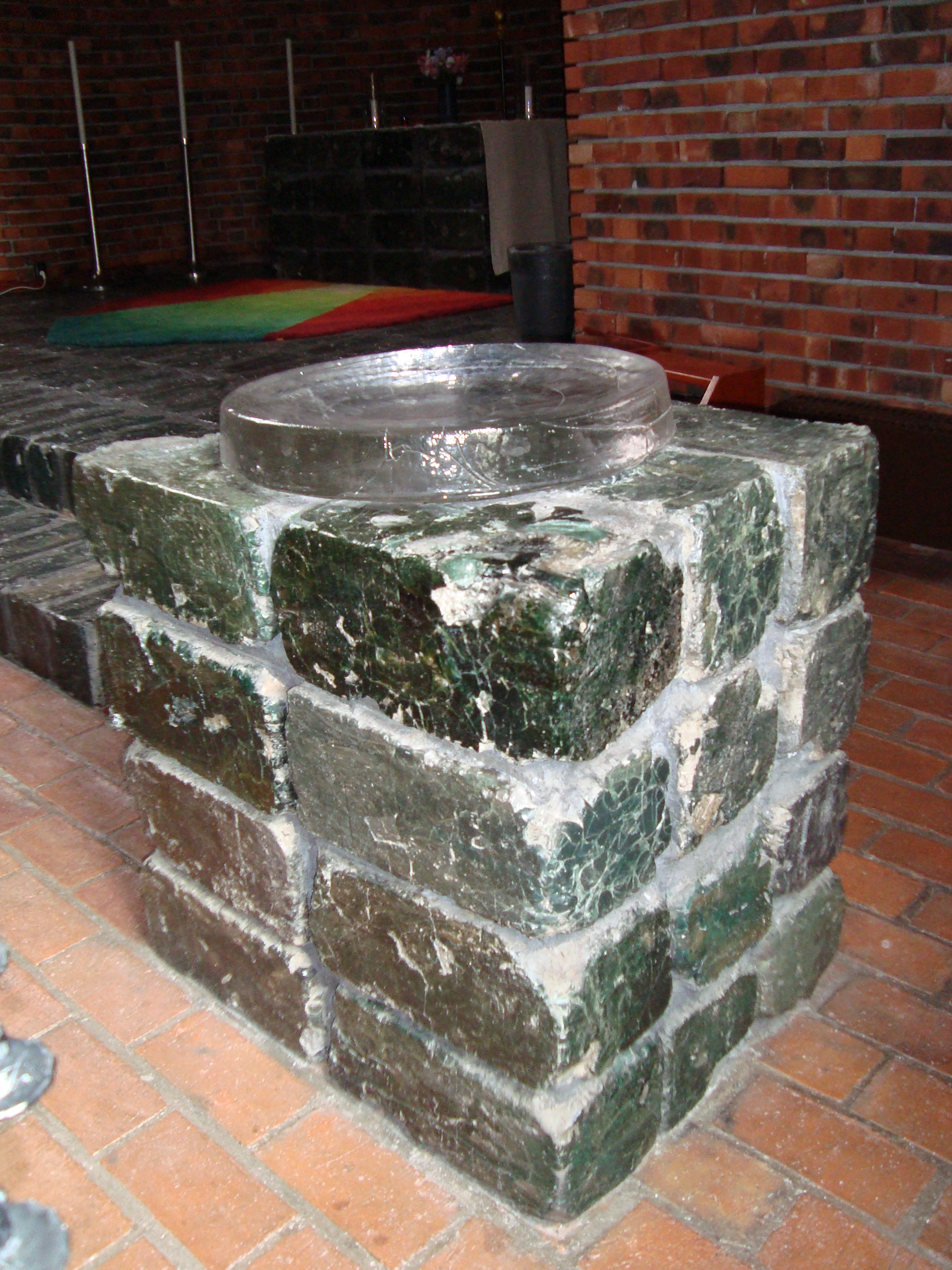
Dopfunt
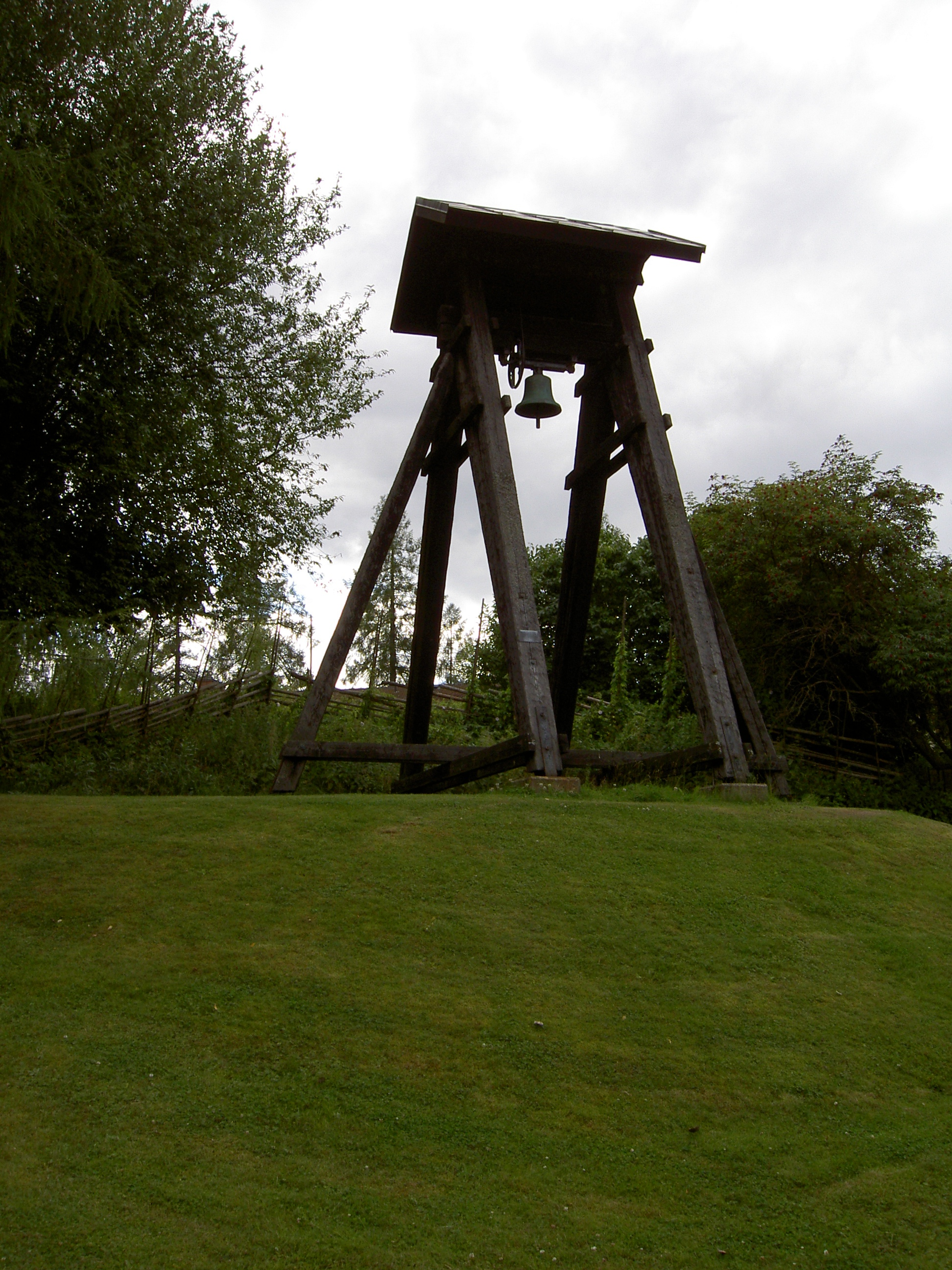
Klockstapel
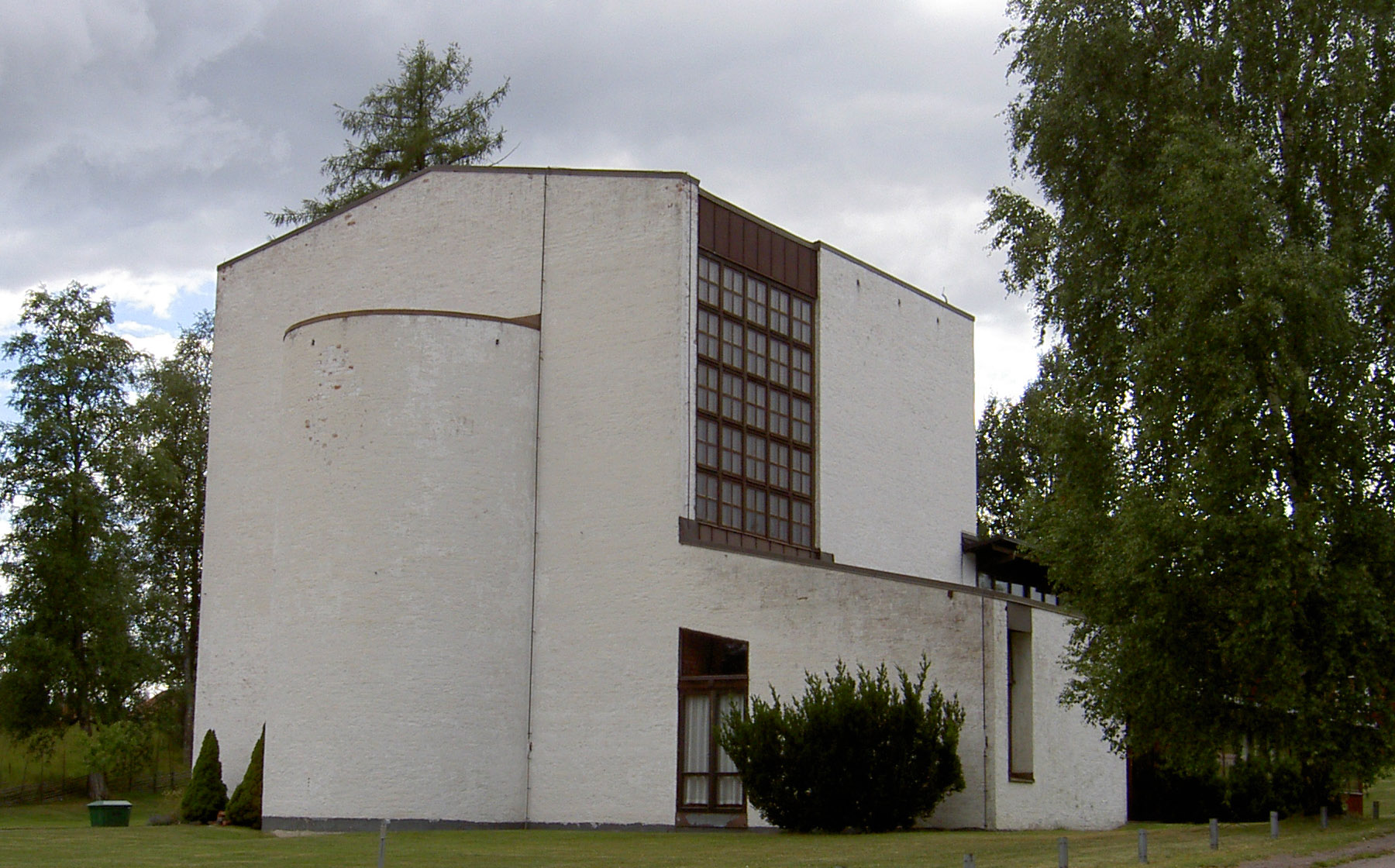
Kyrkan från nordöstra sidan